# Glaucopsyche maritimalpium
Glaucopsyche maritimalpium är en fjärilsart som beskrevs av Ruggero Verity 1928. Glaucopsyche maritimalpium ingår i släktet Glaucopsyche och familjen juvelvingar. Inga underarter finns listade i Catalogue of Life.